# Montcuit
Montcuit település Franciaországban, Manche megyében. Lakosainak száma 185 fő (2022. január 1.). Montcuit Cambernon, Camprond, Feugères, Hauteville-la-Guichard, Le Lorey és Saint-Sauveur-Villages községekkel határos.

## Népesség
A település népességének változása:
| Lakosok száma | 221  | 154  | 170  | 198  | 185  | 183  | 185  | 189  | 188  | 185  |
|               | 1968 | 1982 | 1990 | 2006 | 2013 | 2015 | 2017 | 2019 | 2020 | 2022 |